# Віль (округ)
Віль (нім. Wahlkreis Wil) — виборчий округ у Швейцарії в кантоні Санкт-Галлен.

## Громади
У таблиці наведено список громад округу станом на 2022 рік, населення та площа станом на 2019 рік.

| Українська назва  | Оригінальна назва  | Код BFS | Населення | Площа |
| ----------------- | ------------------ | ------- | --------- | ----- |
| Віль              | Wil (SG)           | 3427    | 24159     | 20,8  |
| Дегерсгайм        | Degersheim         | 3401    | 4121      | 14,5  |
| Йоншвіль          | Jonschwil          | 3405    | 3834      | 11,0  |
| Нідербюрен        | Niederbüren        | 3422    | 1505      | 15,8  |
| Нідергельфеншвіль | Niederhelfenschwil | 3423    | 3136      | 16,4  |
| Обербюрен         | Oberbüren          | 3424    | 4542      | 17,7  |
| Оберуцвіль        | Oberuzwil          | 3407    | 6403      | 14,1  |
| Уцвіль            | Uzwil              | 3408    | 13129     | 14,5  |
| Флавіль           | Flawil             | 3402    | 10425     | 11,5  |
| Цуцвіль           | Zuzwil (SG)        | 3426    | 4792      | 9,0   |